# Râul Ascuncelul, Suceava
Râul Ascuncelul, este un râu din Județul Suceava, ce străbate localitățile Straja şi Falcău şi se varsă în Râul Suceava în dreptul localității Falcău.